# Ilhas de Tubuai

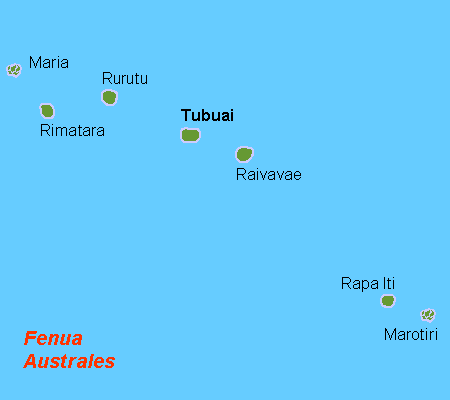
Localização das Ilhas Tubuai no Arquipélago das Austrais à direita

As Ilhas de Tubuai (em francês: Îles Tubuaï) são constituídas por:
- Tubuai 23° 23′ 00″ S, 149° 27′ 00″ O
- Raivavae 23° 52′ 00″ S, 147° 40′ 00″ O
- Rimatara 22° 38′ 25″ S, 152° 50′ 16″ O
- Rurutu 22° 29′ 04″ S, 151° 20′ 03″ O
- Atol das ilhas Maria 21° 48′ 00″ S, 154° 41′ 00″ O

## Demografia e área
| Ilhas                | População* | Área total |
| -------------------- | ---------- | ---------- |
| Tubuai               | 2 171 hab. | 45 km²     |
| Raivavae             | 996 hab.   | 16 km²     |
| Rimatara             | 815 hab.   | 8 km²      |
| Atol das ilhas Maria | desabitado | 1,3 km²    |

- (*) Segundo o Censo de 2002.